# Гуларт, Жуан
Жуа́н Бельши́ор Ма́ркис Гула́рт (порт. João Belchior Marques Goulart; 1 марта 1918, Сан-Боржа, Риу-Гранди-ду-Сул, Бразилия — 6 декабря 1976, Мерседес, Аргентина) — бразильский государственный деятель, адвокат, президент Бразилии с 7 сентября 1961 по 1 апреля 1964 года.
К Гуларту с симпатией относились простые люди, что проявилось в прозвище Жангу, которое закрепилось за президентом и применялось не только в разговорах, но и в публикациях прессы.

## Начало карьеры
Жуан Гуларт родился 1 марта 1918 года в семье помещика в городе Сан-Боржа, штат Риу-Гранди-ду-Сул. В 1939 году окончил университет в Порту-Алегри, получив степень доктора юридических и социальных наук. Политическую деятельность начал как сторонник своего земляка — президента Жетулиу Варгаса. В 1945 году вместе с последним основал Бразильскую трабальистскую (рабочую) партию (БТП), которая объединила часть мелкой и средней буржуазии, интеллигенцию и часть рабочих в Сан-Боржа.
В 1946—1950 годах был депутатом законодательной ассамблеи штата Риу-Гранди-ду-Сул. С 1950 года работал депутатом от БТП в Национальном конгрессе Бразилии. С июля 1953 по февраль 1954 года занимал пост министра труда, промышленности и торговли.
С 31 января 1956 по 7 сентября 1961 года был вице-президентом Бразилии, сначала при Жуселину Кубичеке, затем при Жаниу Куадрусе.

## В должности президента
В августе 1961 года в Бразилии возник кризис власти: президент Жаниу Куадрус ушёл в отставку. Власть временно принял председатель Палаты депутатов Паскуал Раньери Мадзилли, поскольку Гуларт в это время находился с официальным визитом в Китае. По Конституции Гуларт должен был стать и. о. президента, но он встретил сопротивление со стороны правых кругов. 7 сентября 1961 года он вернулся в Бразилию и принял присягу президента, но был вынужден пойти на компромисс.
Гуларт не пользовался поддержкой в среде военных и финансовой элиты, поэтому до его вступления в должность президента, 2 сентября 1961 года, Конгрессом была принята поправка к Конституции, согласно которой была введена должность премьер-министра Бразилии, в пользу которого перераспределялись многие полномочия президента. Так Бразилия на некоторое время превратилась в парламентскую республику, где президент не обладал реальной властью.
Однако Гуларту, предложившему программу комплексных реформ, удалось укрепить свой авторитет во властных структурах, и на референдуме в январе 1963 года 80 % населения проголосовало за сильную президентскую власть. Наконец Гуларт получил право проводить реформы. Опираясь на левое крыло БТП во главе с Леонелом Бризолой, профсоюзы и радикальную интеллигенцию, он начал аграрную реформу, ограничил вывоз капитала за границу и национализировал коммуникационные компании, пересмотрел концессии на разработку и добычу природных ресурсов. Также при нём были восстановлены дипломатические отношения с СССР, разорванные в 1947 году.
Финансовые круги, крупный бизнес Сан-Паулу, влиятельная в Бразилии Католическая церковь, США и их корпорации сочли, что Гуларт симпатизирует коммунистам, хотя компартия Бразилии была запрещена. Наиболее активным противником Гуларта выступал губернатор штата Гуанабара Карлос Ласерда. 19 марта 1964 года в Сан-Паулу прошёл марш против гулартовских преобразований «За Семью, Бога и Свободу».

## Завершение карьеры
31 марта в штате Минас-Жерайс начался антиправительственный мятеж. Получив от военных манифест с требованием отставки, Гуларт попытался организовать сопротивление, но не нашёл поддержки армии. Тогда он бежал в Порту-Алегри, а затем эмигрировал в Уругвай.
Находясь в Уругвае, Гуларт вместе с Жуселину Кубичеком и рядом других политиков, включая Карлоса Ласерду, пытался организовать движение «Широкий фронт», направленное на восстановление демократии в Бразилии, однако оно не имело успеха.
Гуларт умер 6 декабря 1976 года в Аргентине в возрасте 58 лет. Имеются веские данные, что Гуларт был отравлен и его убили в рамках операции «Кондор», которую спецслужбы ряда латиноамериканских государств проводили для уничтожения оппозиционных политиков.
Наряду с Гулартом жертвой заговора считают другого бывшего президента Бразилии Кубичека, погибшего в том же 1976 году в автомобильной аварии. Смерть Гуларта по требованию его родственников расследуется, в 2013 году его останки для этого эксгумировали. Предположительно заказчиком обоих убийств является ставленник военной хунты, тогдашний бразильский президент Эрнесту Гайзел. Организатором убийства Гуларта называют комиссара бразильской политической полиции ДОПС Сержиу Флеури.